# Rhytidoponera clarki
Rhytidoponera clarki é uma espécie de formiga do gênero Rhytidoponera.